# Bildbarkeit
Die Bildbarkeit bezeichnet im Allgemeinen das Phänomen, dass ein Individuum durch verschiedene Formen des Lernens sich weiterentwickeln und damit eine differenziertere sowie flexibler organisierte Individuum-Umwelt-Relation herstellen kann (Anpassung).
Tiere sind dazu nur innerhalb enger Grenzen in der Lage. Ihr Verhalten wird vorwiegend durch ererbte Instinkt- und Triebsysteme gesteuert. Es ist daher nur auf der Grundlage elementarer Lernakte (siehe Prägung (Verhalten), Konditionierung, tierisches Lernen) und mittels einfacher Formen der Beeinflussung, z. B. der Dressur, modifizierbar.
Der Begriff „Bildbarkeit“ wird deshalb hauptsächlich oder sogar ausschließlich auf die menschliche Entwicklung angewendet. Der Mensch ist lediglich in seinen allgemeinen Lebensfunktionen unmittelbar erblich festgelegt. Seine ererbten bzw. angeborenen Anlagen weisen daher eine hohe Plastizität und Multipotenz auf. Durch sein im Vergleich zu allen Tierarten am weitesten entwickelten Gehirn ist dem Menschen eine außerordentlich hohe Bildbarkeit gegeben.
Bildbarkeit ist keineswegs nur somatisch determiniert. Zwar bildet sie einerseits eine wesentliche allgemeine Voraussetzung für die Entwicklung des Individuums. Andererseits hängt aber die Bildbarkeit weitestgehend gerade vom Niveau gesellschaftlicher Faktoren ab und kann unter günstigen Bedingungen sowie durch optimale Gestaltung der speziellen Entwicklungsbedingungen und des Erziehungs- und Bildungsprozesses erheblich gesteigert werden.
Bildbarkeit ermöglicht somit Bildung und bedarf ihrer zugleich. Es handelt sich demnach um komplementäre und einander wechselseitig bedingende Sachverhalte. Gewisse Grenzen der Bildbarkeit können sich ergeben, wenn ererbte oder erworbene Störungen in den somatischen Grundlagen, z. B. bei Oligophrenie oder Senilität, eintreten oder wenn die Lebens- und Entwicklungsbedingungen massive Mangelerscheinungen aufweisen, z. B. bei Unterernährung oder Nahrungsmangel, anregungsarme Umgebung  oder soziale Isolierung z. B. bei Hospitalismus.
In beiden Fällen wird durch verschiedene Methoden der Prophylaxe oder Therapie versucht, die Minderung der Bildbarkeit zu vermeiden oder geringzuhalten bzw. sie ganz oder teilweise zu überwinden.